# Аустријанци
Аустријанци у најширем смислу представљају становнике, односно држављане данашње Аустрије, те их у таквом смислу дефинише аустријски закони.
Међутим, у ужем, етнолошком смислу Аустријанци се данас најчешће дефинишу као германска етничка група која порекло вуче од баварских и алеманских племена. С друге стране, засебан етницитет Аустријанаца односно њихов концепт као модерне нације је релативно нов феномен, пре свега везан уз одређене историјске догађаје у 19. и 20. веку.

## Историја нације
Све до распада Аустроугарске израз „Аустријанац” имао искључиво регионалне конотације, док су се у етничком смислу становници Аустрије сматрали делом ширег немачког националног корпуса. Тако се 1918. новостворена аустријска држава прозвала „Немачком Аустријом” и као свој циљ увела уједињење са Немачком. Тај је циљ остварен 1938. од стране Хитлерових нациста, али је након Другог светског рата обновљена аустријска држава, а становници Аустрије пригрлили концепт засебне нације како би се што је могуће више оградили од свих негативних конотација везаних уз пројект Велике Немачке.
Профилисању Аустријанаца као засебне нације је, осим политичких околности, припомогла и чињеница да је неутрална Аустрија након Другог светског рата изградила далеко виши животни стандард од подељене Немачке, као и да став према Аустријанцима као засебној нацији ужива сагласје и међу самим Немцима.

## Аустријанци у свету
- Сједињене Америчке Државе: 1.344.000
- Италија: 257.000
- Немачка: 189.000
- Швајцарска: 34.000
- Словенија: 25.000
- Уједињено Краљевство: 24.000
- Нови Зеланд: 1.300
- Португал: 500
- Хрватска: 300

Подаци УН-а

## Познати Аустријанци
- Алфред Адлер, психолог
- Лудвиг Болцман, физичар
- Кристијан Доплер, физичар
- Зигмунд Фројд, психолог
- Јозеф Хајдн, композитор
- Адолф Хитлер, политичар, диктатор
- Густав Климт, сликар
- Густав Махлер, композитор и диригент
- Волфганг Амадеус Моцарт, композитор
- Рајнер Марија Рилке, књижевник
- Франц Шуберт, композитор
- Арнолд Шварценегер, глумац, спортиста, политичар
- Јохан Штраус Старији, композитор
- Јохан Штраус Млађи, композитор